# Josef Werner
Pour les articles homonymes, voir Werner.
Josef Werner, né le 25 juin 1837 à Wurtzbourg et mort le 14 novembre 1922 à Munich, est un violoncelliste et compositeur allemand.

## Biographie
Josef Werner naît le 25 juin 1837 à Wurtzbourg.
Il étudie au Conservatoire de sa ville natale puis à Munich auprès de Joseph Menter à partir de 1852,.
Il devient violoncelliste solo de la chapelle de la cour et professeur à l'Académie royale d'art musical de Munich. À partir de 1867, il étudie également la composition avec Friedrich Grützmacher à Dresde.
Comme pédagogue, Josef Werner a notamment comme élèves Heinrich Schübel, H. Schönchen, Emil Herbeck, Marie Geist et Karl Ebner.
Comme compositeur, il est l'auteur de divers recueils pédagogiques, Praktische Violoncell-Schule (avec sept suppléments), Der erste Anfang im Violoncellspiel et plusieurs livres d'Übungen für Violoncell, ainsi que de nombreuses pièces pour violoncelle avec piano et d'un quatuor pour quatre violoncelles, notamment.
Josef Werner meurt le 14 novembre 1922 à Munich.